# Buhajrat Tuszka
Buhajrat Tuszka (arab.: بحيرات توشكى) – sztuczne zbiorniki wodne na Saharze, w południowej części Egiptu, w muhafazie Nowa Dolina.
Jeziora utworzono w późnych latach 90. XX wieku przez doprowadzenie wody z Jeziora Nasera, napełnionego już wtedy do wysokiego poziomu wodami Nilu.
Woda została skierowana kanałem na zachód od Jeziora Nasera na Pustynię Zachodnią (egipska część Pustyni Libijskiej).
Według oceny na podstawie zdjęć satelitarnych powierzchnia jezior osiągnęła maksymalnie 1740 km², jakiś czas później spadła do 900 km². Na zdjęciach z 11 grudnia 2005 roku widać, że z powrotem odsłonięte zostały wcześniej zalane wydmy, a część terenu jezior zamieniła się w mokradła.